# Wereldkampioenschap superbike van Aragón 2014
Het wereldkampioenschap superbike van Aragón 2014 was de tweede ronde van het wereldkampioenschap superbike en het wereldkampioenschap Supersport 2014. De races werden verreden op 13 april 2014 op het Motorland Aragón nabij Alcañiz, Spanje.

## Superbike

### Race 1
De Bimota-coureurs werden niet opgenomen in de uitslag omdat hun motorfiets niet was gehomologeerd door de FIM.
| Pos | Nr | Rijder               | Constructeur | Rondes | Tijd        | Grid | Punten |
| --- | -- | -------------------- | ------------ | ------ | ----------- | ---- | ------ |
| 1   | 1  | Tom Sykes            | Kawasaki     | 17     | 33:38.583   | 1    | 25     |
| 2   | 76 | Loris Baz            | Kawasaki     | 17     | +4.275      | 2    | 20     |
| 3   | 65 | Jonathan Rea         | Honda        | 17     | +8.418      | 5    | 16     |
| 4   | 7  | Chaz Davies          | Ducati       | 17     | +15.715     | 6    | 13     |
| 5   | 58 | Eugene Laverty       | Suzuki       | 17     | +19.305     | 8    | 11     |
| 6   | 50 | Sylvain Guintoli     | Aprilia      | 17     | +21.998     | 3    | 10     |
| 7   | 24 | Toni Elías           | Aprilia      | 17     | +24.018     | 10   | 9      |
| 8   | 34 | Davide Giugliano     | Ducati       | 17     | +27.894     | 4    | 8      |
| 9   | 91 | Leon Haslam          | Honda        | 17     | +29.077     | 12   | 7      |
| 10  | 22 | Alex Lowes           | Suzuki       | 17     | +29.863     | 9    | 6      |
| 11  | 33 | Marco Melandri       | Aprilia      | 17     | +34.820     | 7    | 5      |
| 12  | 19 | Leon Camier          | BMW          | 17     | +35.255     | 11   | 4      |
| 13  | 44 | David Salom          | Kawasaki     | 17     | +43.975     | 14   | 3      |
| 14  | 21 | Jérémy Guarnoni      | Kawasaki     | 17     | +46.721     | 20   | 2      |
| 15  | 32 | Sheridan Morais      | Kawasaki     | 17     | +56.619     | 17   | 1      |
| 16  | 23 | Luca Scassa          | Kawasaki     | 17     | +1:16.469   | 22   |        |
| 17  | 20 | Aaron Yates          | EBR          | 17     | +1:35.047   | 25   |        |
| 18  | 10 | Imre Tóth            | BMW          | 17     | +1:48.427   | 24   |        |
| 19  | 21 | Alessandro Andreozzi | Kawasaki     | 17     | +1:51.222   | 23   |        |
| 20  | 56 | Péter Sebestyén      | BMW          | 17     | +2:01.152   | 27   |        |
| DNF | 84 | Michel Fabrizio      | Kawasaki     | 9      | Uitgevallen | 19   |        |
| DNF | 59 | Niccolò Canepa       | Ducati       | 4      | Uitgevallen | 13   |        |
| DNF | 99 | Geoff May            | EBR          | 3      | Uitgevallen | 26   |        |
| DNF | 71 | Claudio Corti        | MV Agusta    | 1      | Uitgevallen | 16   |        |
| DNF | 9  | Fabien Foret         | Kawasaki     | 0      | Uitgevallen | 21   |        |
| DSQ | 86 | Ayrton Badovini      | Bimota       | 17     | +43.934     | 15   |        |
| DSQ | 2  | Christian Iddon      | Bimota       | 17     | +58.222     | 18   |        |

### Race 2
De Bimota-coureurs werden niet opgenomen in de uitslag omdat hun motorfiets niet was gehomologeerd door de FIM.
| Pos | Nr | Rijder               | Constructeur | Rondes | Tijd        | Grid | Punten |
| --- | -- | -------------------- | ------------ | ------ | ----------- | ---- | ------ |
| 1   | 1  | Tom Sykes            | Kawasaki     | 17     | 33:37.223   | 1    | 25     |
| 2   | 76 | Loris Baz            | Kawasaki     | 17     | +0.338      | 2    | 20     |
| 3   | 33 | Marco Melandri       | Aprilia      | 17     | +0.470      | 7    | 16     |
| 4   | 50 | Sylvain Guintoli     | Aprilia      | 17     | +5.429      | 3    | 13     |
| 5   | 65 | Jonathan Rea         | Honda        | 17     | +8.861      | 5    | 11     |
| 6   | 58 | Eugene Laverty       | Suzuki       | 17     | +15.986     | 8    | 10     |
| 7   | 34 | Davide Giugliano     | Ducati       | 17     | +18.206     | 4    | 9      |
| 8   | 91 | Leon Haslam          | Honda        | 17     | +25.513     | 12   | 8      |
| 9   | 24 | Toni Elías           | Aprilia      | 17     | +25.823     | 10   | 7      |
| 10  | 44 | David Salom          | Kawasaki     | 17     | +38.949     | 14   | 6      |
| 11  | 59 | Niccolò Canepa       | Ducati       | 17     | +39.413     | 13   | 5      |
| 12  | 19 | Leon Camier          | BMW          | 17     | +41.486     | 11   | 4      |
| 13  | 32 | Sheridan Morais      | Kawasaki     | 17     | +1:02.587   | 17   | 3      |
| 14  | 23 | Luca Scassa          | Kawasaki     | 17     | +1:09.720   | 22   | 2      |
| 15  | 9  | Fabien Foret         | Kawasaki     | 17     | +1:14.046   | 21   | 1      |
| 16  | 21 | Alessandro Andreozzi | Kawasaki     | 17     | +1:14.233   | 23   |        |
| 17  | 10 | Imre Tóth            | BMW          | 17     | +1:37.781   | 24   |        |
| 18  | 56 | Péter Sebestyén      | BMW          | 17     | +1:54.547   | 27   |        |
| 19  | 20 | Aaron Yates          | EBR          | 17     | +1:55.195   | 25   |        |
| 20  | 99 | Geoff May            | EBR          | 17     | +1:57.166   | 26   |        |
| DNF | 84 | Michel Fabrizio      | Kawasaki     | 12     | Uitgevallen | 19   |        |
| DNF | 21 | Jérémy Guarnoni      | Kawasaki     | 9      | Ongeluk     | 20   |        |
| DNF | 71 | Claudio Corti        | MV Agusta    | 5      | Ongeluk     | 16   |        |
| DNF | 7  | Chaz Davies          | Ducati       | 3      | Ongeluk     | 6    |        |
| DNF | 22 | Alex Lowes           | Suzuki       | 1      | Ongeluk     | 9    |        |
| DSQ | 86 | Ayrton Badovini      | Bimota       | 17     | +40.915     | 15   |        |
| DSQ | 2  | Christian Iddon      | Bimota       | 10     | Uitgevallen | 18   |        |

## Supersport
| Pos | Nr  | Rijder               | Constructeur | Rondes | Tijd        | Grid | Punten |
| --- | --- | -------------------- | ------------ | ------ | ----------- | ---- | ------ |
| 1   | 54  | Kenan Sofuoğlu       | Kawasaki     | 15     | 30:43.276   | 6    | 25     |
| 2   | 60  | Michael van der Mark | Honda        | 15     | +0.869      | 5    | 20     |
| 3   | 21  | Florian Marino       | Kawasaki     | 15     | +9.091      | 4    | 16     |
| 4   | 26  | Lorenzo Zanetti      | Honda        | 15     | +10.475     | 7    | 13     |
| 5   | 88  | Kev Coghlan          | Yamaha       | 15     | +15.194     | 1    | 11     |
| 6   | 35  | Raffaele De Rosa     | Honda        | 15     | +18.579     | 12   | 10     |
| 7   | 5   | Roberto Tamburini    | Kawasaki     | 15     | +19.059     | 11   | 9      |
| 8   | 65  | Vladimir Leonov      | MV Agusta    | 15     | +19.666     | 8    | 8      |
| 9   | 11  | Christian Gamarino   | Kawasaki     | 15     | +19.846     | 14   | 7      |
| 10  | 14  | Ratthapark Wilairot  | Honda        | 15     | +20.077     | 10   | 6      |
| 11  | 4   | Jack Kennedy         | Honda        | 15     | +24.569     | 13   | 5      |
| 12  | 44  | Roberto Rolfo        | Kawasaki     | 15     | +25.187     | 19   | 4      |
| 13  | 6   | Dominic Schmitter    | Yamaha       | 15     | +25.535     | 17   | 3      |
| 14  | 99  | P.J. Jacobsen        | Kawasaki     | 15     | +28.843     | 2    | 2      |
| 15  | 61  | Fabio Menghi         | Yamaha       | 15     | +28.904     | 16   | 1      |
| 16  | 24  | Marco Bussolotti     | Honda        | 15     | +33.148     | 18   |        |
| 17  | 9   | Tony Coveña          | Kawasaki     | 15     | +43.243     | 22   |        |
| 18  | 89  | Fraser Rogers        | Honda        | 15     | +56.196     | 23   |        |
| 19  | 161 | Alexey Ivanov        | Yamaha       | 15     | +56.460     | 24   |        |
| 20  | 7   | Nacho Calero         | Honda        | 15     | +1:11.373   | 20   |        |
| DNF | 16  | Jules Cluzel         | MV Agusta    | 11     | Ongeluk     | 3    |        |
| DNF | 10  | Alessandro Nocco     | Kawasaki     | 9      | Uitgevallen | 21   |        |
| DNF | 84  | Riccardo Russo       | Honda        | 6      | Uitgevallen | 9    |        |
| DNF | 19  | Kevin Wahr           | Yamaha       | 4      | Uitgevallen | 15   |        |

## Tussenstanden na wedstrijd

### Superbike
| Pos | Nr | Rijder           | Team     | Punten |
| --- | -- | ---------------- | -------- | ------ |
| 1   | 1  | Tom Sykes        | Kawasaki | 75     |
| 2   | 76 | Loris Baz        | Kawasaki | 71     |
| 3   | 50 | Sylvain Guintoli | Aprilia  | 64     |
| 4   | 33 | Marco Melandri   | Aprilia  | 49     |
| 5   | 65 | Jonathan Rea     | Honda    | 48     |

### Supersport
| Pos | Nr | Rijder           | Team      | Punten |
| --- | -- | ---------------- | --------- | ------ |
| 1   | 88 | Kev Coghlan      | Yamaha    | 31     |
| 2   | 21 | Florian Marino   | Kawasaki  | 29     |
| 3   | 35 | Raffaele De Rosa | Honda     | 26     |
| 4   | 54 | Kenan Sofuoğlu   | Kawasaki  | 25     |
| 5   | 16 | Jules Cluzel     | MV Agusta | 25     |

2011 · 2012 · 2013 · 2014 · 2015 · 2016 · 2017 · 2018 · 2019 · 2020 (I) · 2020 (II) · 2021 · 2022 · 2023 · 2024 · 2025